# Газоконденсатно-нафтове родовище
Газоконденсатно-нафтове родовище (рос.газоконденсатно-нефтяное месторождение, англ. gas condensate oil field; нім. Gaskondensat- und Erdöllagerstätte f) — родовище, що містить газоконденсатні і нафтові поклади; останні — у вигляді самостійних скупчень або великих облямівок пром. значення. Поширені в різних нафтогазоносних басейнах.
Найраціональніший спосіб розробки Г.-н.р. — одночасний відбір всіх корисних копалин із застосуванням сайклінг-процесу або заводнення.
Найбільш відомі газоконденсатно-нафтові родовища: Новопортівське, Російський Хутір, Окаремське (Росія), Пазенан (Іран), Альрар, Гурд-Нус (Алжир), Таглу (Канада) та інш.